# Hala Malorka

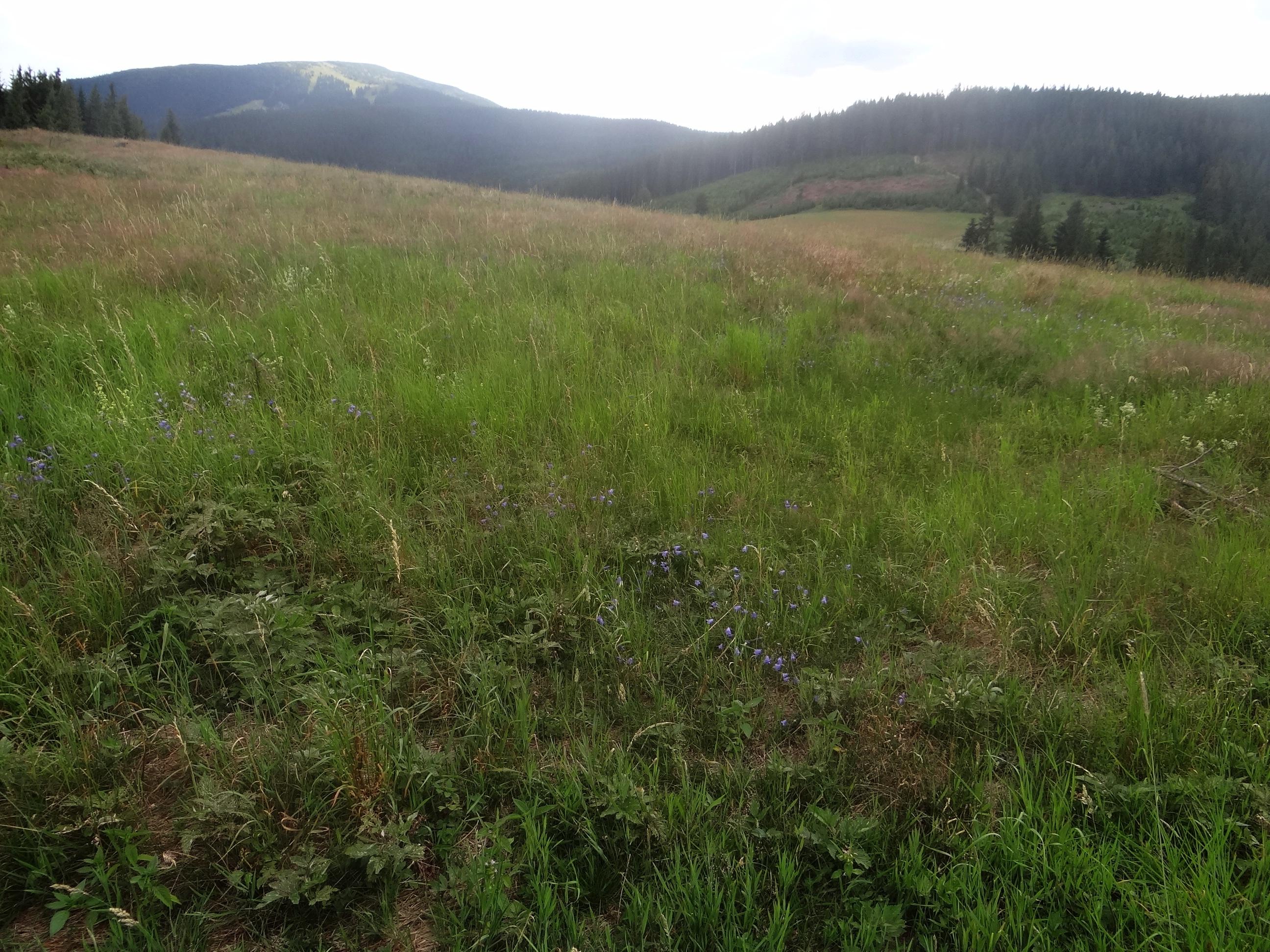
Hala Malorka

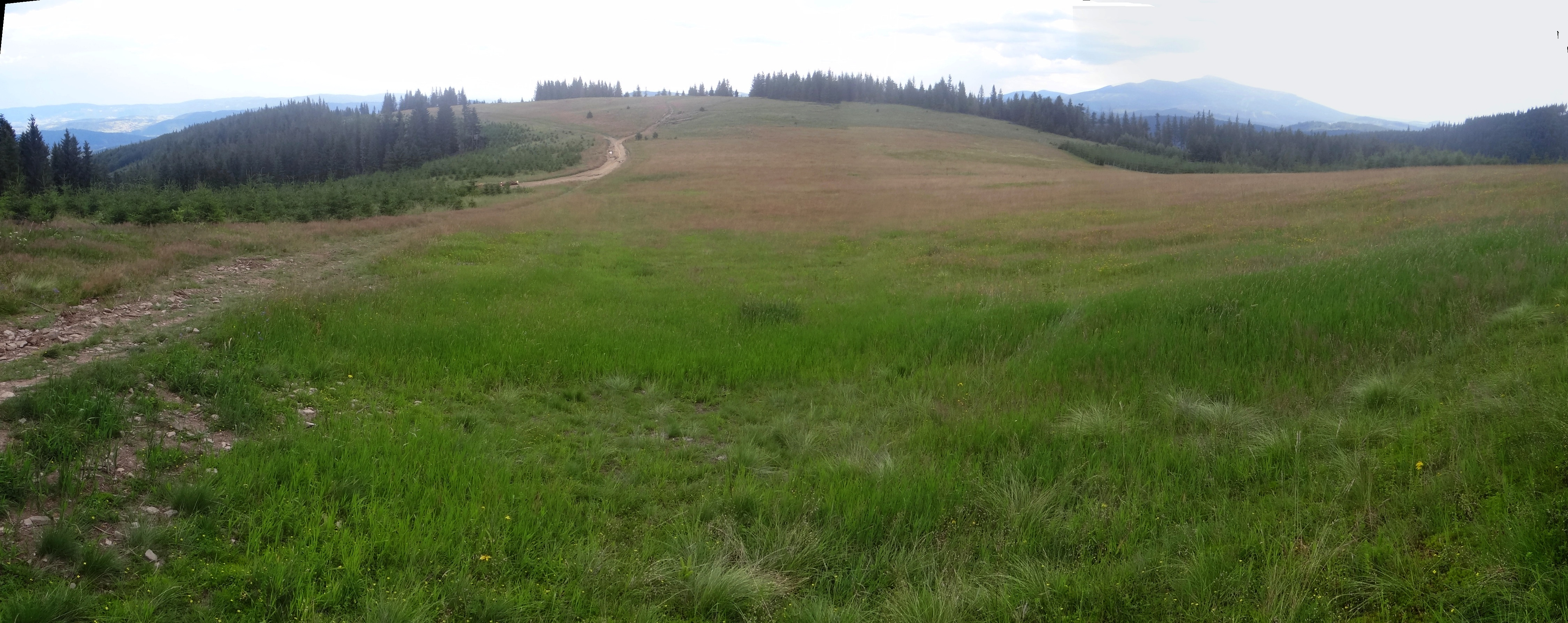
Hala Malorka

Hala Malorka – duża polana i dawna hala w Grupie Pilska w Beskidzie Żywiecko-Orawskim. Znajduje się powyżej Hali Uszczawne na grzbiecie szczytu Malorka i od niego pochodzi nazwa polany. Dawniej polana była intensywnie wypasana. Takie wypasane górskie polany w Karpatach nazywano halami. Z powodu nieopłacalności ekonomicznej wypasu zaprzestano. Pozostałością dawnego pasterstwa są ruiny szałasu w dolnej części polany.
Na Hali Malorka znajduje się przystanek edukacyjnej ścieżki przyrodniczej i tablica informacyjna. Według informacji z tej tablicy na hali dominuje śmiałek darniowy, poza nim występuje wiele gatunków roślin górskich, w tym rzadki w Beskidzie Żywieckim dzwonek piłkowany (lancetowaty).
Hala Malorka jest dobrym punktem widokowym na kopułę szczytową Pilska z górną granicą lasu, Halę Miziową, pasmo Romanki, Babią Górę, Beskid Makowski i liczne szczyty Beskidu Żywieckiego. Na północy w oddali widoczny jest Beskid Mały.
Hala Malorka znajduje się w granicach wsi Korbielów w województwie śląskim, w powiecie żywieckim, w gminie Jeleśnia.

## Szlak turystyczny
Krzyżowa (poczta) – przełęcz Przysłopy – Hala Uszczawne – Hala Malorka – Gawory (skrzyżowanie ze szlakiem zielonym na Pilsko)